# Белощёкая коата
Белощёкая коата (лат. Ateles marginatus) — вид приматов из семейства паукообразных обезьян. Эндемик Бразилии, вымирающий вид.

## Таксономия
Автор первоначального описания белощёкой коаты Этьен Жоффруа включил её в вид Ateles belzebuth в качестве подвида A. b. marginatus. Однако уже к середине XX века белощёкая коата (так же, как колумбийская и перуанская коата) выделяется в отдельный вид.

## Внешний вид и образ жизни
Белощёкая коата, один из наименее изученных видов коат, представляет собой достаточно крупную, тонкотелую обезьяну с длинными крючковатыми «паучьими» лапами с редуцированным большим пальцем и особо подвижным плечевым суставом, что облегчает брахиацию — перемахивание на руках с ветки на ветку. Длинный цепкий хвост может выполнять роль пятой конечности. Как и у других паукообразных обезьян, нижняя сторона хвоста безволосая, но с обилием морщин и борозд, создающих эффект присоски. Мех характерный для паукообразных обезьян — короткий и жёсткий, чёрный на большей части тела, за исключением белых участков на лбу и между ушами и подбородком. Голова относительно небольшая с удлинённой мордой. Самцы и самки схожи по размерам и окраске, и самки могут иногда быть приняты за самцов из-за необычно крупного вытянутого клитора.
Среда обитания белощёкой коаты — низинные влажные тропические леса. Белощёкая коата, как и другие паукообразные обезьяны, населяет полог леса, спускаясь до среднего и нижнего яруса, но практически не встречаясь в подлеске. Она проводит бо́льшую часть времени в висячем состоянии, перемещаясь с ветки на ветку посредством брахиации чаще, чем на четырёх ногах. Основу питания вида (83 %) составляют спелые мягкие плоды с верхнего яруса леса или с молодых деревьев. В рацион входят также листья и цветы, доля которых возрастает в начале сухого сезона, когда плодов становится меньше, семена, почки, воздушные клубни и корни, кора и мёд, изредка — мелкие насекомые (муравьи и термиты).
При общей продолжительности жизни до 44 лет (два известных случая в неволе) коаты достигают половой зрелости в возрасте 4—5 лет. Самка рожает одного детёныша после долгого (226—232 дня) периода вынашивания. Известный для содержавшихся в неволе коат минимальный период между беременностями — 17,5 месяцев, в естественной среде, вероятно, — от 28 до 30 месяцев.
Коаты живут стаями по 20—30 особей, обычно собираясь в группы по 2—4 особи с непостоянным составом; единственная постоянная связь существует между матерью и детёнышем. У каждой самки своя территория, в пределах которой она обычно находит питание. Взаимодействие с другими приматами редкое и недолгое, хотя регион обитания белощёкой коаты по данным 2003 года пересекается в своей юго-восточной части с ареалом другого, ещё не названного вида коат.

## Ареал и охранный статус
Белощёкая коата — эндемик Бразильской Амазонии. Её ареал ограничен правым берегом рек Тапажос и Телис-Пирис и левым берегом реки Шингу к югу от Амазонки.
Позднее созревание, долгий период вынашивания и долгие паузы между беременностями замедляют процесс восстановления популяции белощёких коат, страдающей от охоты. Небольшой регион, в котором обитает вид, пересекают оживлённые автострады, а его южная часть подвергается крупномасштабной вырубке (в особенности в северной части штата Мату-Гросу под соевые плантации), которая, как и охота, составляет основную угрозу для популяции коат. В итоге за три поколения (45 лет) численность белощёких коат сократилась, по оценкам специалистов, как минимум вдвое, и вид с 1994 года занесён в Красную книгу как вымирающий (англ. Endangered, EN).
Белощёкая коата обитает в ряде бразильских заповедных объектов, в частности, в биологическом резервате Серра-ду-Кашимбу и национальных лесах Тапажос, Алтамира, Итаитуба I и Итаитуба II. Для эффективной защиты вида требуется создание более строго охраняемых заповедников.